# Joel DiBartolo
Joel DiBartolo (* 24. November 1945 in Buffalo, New York; † 27. September 2011 in Scottsdale, Arizona) war ein US-amerikanischer Jazz- und Studio-Bassist und Hochschullehrer.

## Leben und Wirken
Joel DiBartolo war in den Vereinigten Staaten vor allem als langjähriges Mitglied der Tonight-Show-Band bekannt, der er 18 Jahre bis zum Ausscheiden Johnny Carsons 1992 angehörte. Er wuchs im westlichen New York auf; seine Karriere begann er nach seinem Studium an der State University of New York in Buffalo, wo er Unterricht bei Buell Neidlinger und Theodore Mayer hatte, als Studiomusiker in Los Angeles. Ab 1995 unterrichtete er Bass und war dann Leiter des Bereichs für Jazz-Studien an der NAU School of Music der Northern Arizona University in Flagstaff. Mit Aaron Stang verfasste er ein Lehrbuch für E-Bassisten.
DiBartolo nahm 1996 mit der Pianistin Liz Story ein Duoalbum für Windham Hill auf. Zuvor arbeitete er auch in den Bands von Doc Severinsen, Buddy Rich (Stick It 1972), Louie Bellson (Matterhorn; 1979), Maynard Ferguson; ferner tourte er mit Carmen McRae, Freddie Hubbard, Sarah Vaughan, Denny Zeitlin und John Abercrombie.  Außerdem war er Mitglied der damals von Lukas Foss geleiteten Buffalo Philharmonic und des Flagstaff Symphony Orchestra.
Er wirkte auch bei Aufnahmen von Mike Pinder (The Promise, 1976), Bill Perkins (The Right Chemistry 1987), Ernie Watts (Quartet, 1987) und der Vic Lewis West Coast All Stars (Shake Down the Stars; 1992) mit. DiBartolo ist auch bei zahlreichen Broadway-Shows sowie bei Film- und Fernseh-Soundtracks zu hören, wie M*A*S*H, Dallas und Raumschiff Enterprise: Das nächste Jahrhundert. 2001 wurde er in die Buffalo Music Hall of Fame aufgenommen.
Joel DiBartolo starb am 27. September 2011 im Alter von 65 Jahren.

## Schriften
- gemeinsam mit Aaron Stang Serious Electric Bass (Contemporary Bass Series) 1997